# Kitáb-i-Íqán
O Kitáb-i-Íqán ou Iqan (em árabe: كتاب الإيقان‎, em persa: كتاب ايقان‎, "O Livro da Certeza"), é um dos vários livros tidos como sagrados pelos seguidores da Fé Bahá'í; é a referência primária de toda alusão teológica contida nos escritos bahá'ís.

## Origem
Foi escrito parte em persa e parte em árabe por Bahá'u'lláh, profeta fundador da Fé Bahá'í em 1862. Nesta época, Bahá'u'lláh estava exilado em Bagdá, parte do império Otomano. Embora Bahá'u'lláh declarou ter recebido a revelação a dez anos no Síyáh-Chál, masmorra em Teerã, ele ainda não tinha declarado sua missão. As referências a sua própria posição aparecem conseqüentemente somente numa forma vendada. Christopher Buck, autor de um grande estudo do Íqán, referiu este tema do livro como o " segredo messiânico", paralelizando com o mesmo tema no Evangelho de Marcos.
O Íqán constitui o trabalho teológico principal de Bahá'u'lláh, e resultante da Fé Bahá'í. É referido às vezes como o complemento do  Bayán Persa . Quando foi litografado em Bombaim em 1882, era o primeiro trabalho da escrita Bahá'í a ser publicada. Foi primeiramente traduzido para o inglês em 1904, uma das primeiras obras de Bahá'u'lláh em inglês. Shoghi Effendi, que retraduziu a obra para o inglês em 1931, referiu à obra da seguinte forma:
Um modelo de prosa persa, com um estilo simultaneamente original, simples e vigoroso, notavelmente lúcido, e simultaneamente persuasivo e incomparável na sua irresistível eloquência, este Livro, determinando no esboço o grande esquema redentor de Deus, ocupa uma posição inigualável por qualquer obra na escala inteira da literatura de Bahá'í, exceto o Kitáb-i-Aqdas, o livro mais sagrado de Bahá'u'lláh.

### História
O tio do Báb, Ḥájí Mírzá Siyyid Muḥammad, ficou perplexo ao ouvir que o prometido do Islã era o seu próprio sobrinho. Quando foi dito que este era exatamente a mesma objeção expressa pelo tio do profeta do Islão, ele ficou agitado e decidiu investigar este fato. Em 1861 viajou a Karbila, Iraque, para visitar seu irmão, Ḥájí Mírzá Ḥasan- 'Alí, e foi então a Bagdá para encontrar Bahá'u'lláh. Lá levantou quatro perguntas sobre os sinais do aparecimento do prometido em escrita para Bahá'u'lláh. As 200 páginas (em línguas originais) do  Kitáb-i-Íqán  foram escritas em um período de no máximo dois dias e de duas noites em resposta por volta de 15 de Janeiro de 1861..

## Índices do Livro
O livro está em duas partes: a primeira parte trata com o discurso fundamental de que a revelação divina é progressiva e as religiões estão relacionadas uma com a outra, com cada religião monoteísta principal aceitando as anteriores e, frequentemente nos termos vendados, profetizando o advento da próxima religião. Como a pessoa que pergunta é muçulmano, Bahá'u'lláh usa os versos da Bíblia para mostrar como um cristão poderia interpretar seus próprios textos sagrados em termos alegóricos para vir a acreditar na dispensação seguinte. Por extensão o mesmo método da interpretação pode ser usado para um muçulmano para considerar a validade das declarações do Báb. A segunda e parte maior do livro é o discurso substantivo e trata as provas específicas, teológicos e lógicas, da missão do Báb. Uma das partes mais conhecida e mais apreciada é conhecido como "Epístola do Verdadeiro Investigador".
Shoghi Effendi ofereceu uma seguinte descrição longa do índice do livro:
Dentro de um compasso de duzentas páginas proclama inequivocavelmente a existência e o unicidade de um Deus pessoal, irreconhecível, inacessível, a fonte de toda a revelação, eterno, onisciente, onipresente e onipotente; afirma a relatividade da verdade religiosa e a continuidade da revelação divina; afirma a unidade dos profetas, a universalidade de sua mensagem, a identidade de seus ensinamentos fundamentais, a santidade de suas escrituras, e o carácter duplo de suas estações; denúncia a cegueira e a perversidade dos divinos e doutores de cada idade; menciona e explica as passagens alegóricas do Novo Testamento, os versos abstrusos do Alcorão, e as tradições muçulmanas enigmáticas que geraram mal-entendidos durante um longo tempo, dúvidas e animosidades que separaram e mantiveram distante os seguidores dos grandes sistemas religiosos do mundo; enumera os pré-requisitos essenciais para a realização por cada investigador verdadeiro do objeto de sua procura; demonstra a validade, a sublimidade e o significado da revelação do Báb; aclama o heroísmo e o desprendimento de seus discípulos; prefigura, e profetiza o triunfo mundial da revelação prometida aos povos do Bayán; confirma a pureza e inocência da Virgem Maria; glorifica os Imames da Fé Islãmica; celebra o martírio, e louva a soberania espiritual do Imã Husayn; desvenda o significado de termos simbólicos como o " Retorno, " " Ressurreição, " Selo dos profetas " e " Dia do Julgamento" ; prefigura e distingue entre os três estágios da revelação divina; e expande, em termos de incandescência, em cima das glórias e das maravilhas da " Cidade de Deus, " renovado, em intervalos fixos, pela dispensação de Providência, para a orientação, benefício e salvação de toda a humanidade. Pode ser alegado que de todos os livros revelados pelo Autor da Revelação Bahá'í, este livro sozinho, por afastar barreiras que em longas eras separaram tão insuperavelmente as grandes religiões do mundo, colocou uma fundação ampla e incontestável para a reconciliação completa e permanente de seus seguidores.